# Berry Islands
Berry Islands är en ögrupp och ett distrikt i Bahamas. Det ligger i den nordvästra delen av landet, 90 kilometer nordväst om huvudstaden Nassau. Antalet invånare är 742.
I ögruppen ingår bland annat öarna Bonds Cay, Diamond Cay, Great Harbour Cay, Great Stirrup Cay, Little Stirrup Cay, Little Whale Cay, Petit Cay och Whale Cay.
Savannklimat råder i trakten. Årsmedeltemperaturen i trakten är 23 °C. Den varmaste månaden är juni, då medeltemperaturen är 26 °C, och den kallaste är januari, med 20 °C. Genomsnittlig årsnederbörd är 1 528 millimeter. Den regnigaste månaden är maj, med i genomsnitt 212 mm nederbörd, och den torraste är januari, med 26 mm nederbörd.